# 続・社長外遊記
『続・社長外遊記』（ぞくしゃちょうがいゆうき）は、1963年5月29日に東宝系で公開された日本映画。カラー。東宝スコープ。副題は『Aloha 3 gents』（アロハ・スリー・ジェンツ）。

## 概要
『社長シリーズ』第19作で、引き続きハワイが舞台となり、劇中では三木のり平演じる珍田部長が女装してフラダンスを踊る珍場面がある。またラスト、全てが上手くいった森繁久彌扮する風間社長が観客を向いて「ちょっと話が上手く出来過ぎてると思わんかね?」と発言する、楽屋落ちもある。
なお、この年はシリーズは4作製作されたが、翌1964年からは毎年2作に固定される。

## スタッフ
- 製作：藤本真澄、角田健一郎
- 脚本：笠原良三
- 監督：松林宗恵
- 撮影：鈴木斌

編集：岩下広一
- 照明：石井長四郎
- 美術：村木忍
- 録音：斉藤昭
- 音楽：神津善行
- 編集：岩下広一
- 助監督：錦織正信
- スチール：吉崎松雄
- 協力：パン・アメリカン航空

## 出演者
- 風間圭之助：森繁久彌
- 風間幸子：久慈あさみ
- 風間めぐみ：中真千子
- 風間ひろみ：桜井浩子
- 風間はるみ：岡田可愛
- 風間末子：相原ふさ子
- 風間留子：上原ゆかり
- 大島源太郎：加東大介
- 中村宏：小林桂樹
- 中村みね：英百合子
- 珍田文治郎：三木のり平
- ジョージ沖津：フランキー堺
- 会田春江：藤山陽子
- 会田君子：一の宮あつ子
- 麻耶子：草笛光子
- 紀代子：新珠三千代
- キャサリン：ハヌナ節子
- 水谷：河津清三郎
- エレベーターガール：森今日子
- 松本老人（ハワイの地主）：柳家金語楼
- 「さくら亭」の女中：塩沢とき
- 定子：清水由紀（一部のサイトでは清水由記となっている。[1][2]）
- 勝部義夫

## 同時上映
『青島要塞爆撃命令』
- 脚本：須崎勝弥／特技監督：円谷英二／監督：古澤憲吾／主演：加山雄三